# 플래티넘 위어드
플래티넘 위어드(영어: Platinum Weird)는 2004년 결성된 음악 그룹이다.
VH1에서 방영된 모큐멘터리 프로그램에서 이 그룹이 사실 1974년에 결성되어 작품을 남겼다는 거짓 이야기를 다루어 화제가 되기도 했다. 그 밖에도 가공의 구성원들을 내세우는 등, 기이한 행보로 이름을 알렸다.
2006년에 정규 음반 《Make Believe》를 냈다.

## 주해
1. ↑  노엘 체임버스(Noel Chambers), 에린 그레이스(Erin Grace), 브라이언 파핏(Brian Parfitt), 매슈 슈거먼(Matthew Sugarman)